# Nationalpark Comoé
Der Nationalpark Comoé (franz. Parc national de la Comoé), benannt nach dem Fluss, der den Park durchfließt, liegt im Nordosten der Elfenbeinküste auf einer Meereshöhe von 120 bis 660 m und ist mit 11.500 km² der größte Nationalpark Westafrikas. Mit einer Nord-Süd-Ausdehnung von etwa 120 km umfasst er ein breites Spektrum an Vegetationstypen von der sudanesischen Vegetationszone im Norden bis zur Guineazone im Südwesten. Er wurde 1983 in die Liste der UNESCO-Naturerbe aufgenommen.

## Flora
Die Vegetation ist stark durch anthropogen bedingte Feuer am Ende der Trockenzeit geprägt. Dadurch wird die Ausprägung von halbimmergrünen Wäldern verhindert und Savannen, die etwa 85 % der Fläche des Parks bedecken, gefördert. In diesem Gebiet lässt sich eine zweigipflige Regenzeit mit einem Maximum im April/Mai und einem weiteren im August/September beobachten. Die Gesamtniederschlagsmenge beträgt etwa 1000 bis 1200 mm pro Jahr. Während der Trockenzeit etwa von Oktober bis März fallen Niederschläge nur sehr selten und unvorhersehbar. Im Süden wird der Park von Galeriewäldern gesäumt.

## Fauna
Im Comoé-Nationalpark gibt es viele Hornträger wie Kobantilopen, Westafrika-Kuhantilopen, Bongos, Wasserböcke, Pferdeantilopen und besonders viele Oribis, außerdem einige Affenarten. Neben guten Beständen von Leoparden sollen noch einzelne Löwen vorkommen.

Tiere im Nationalpark
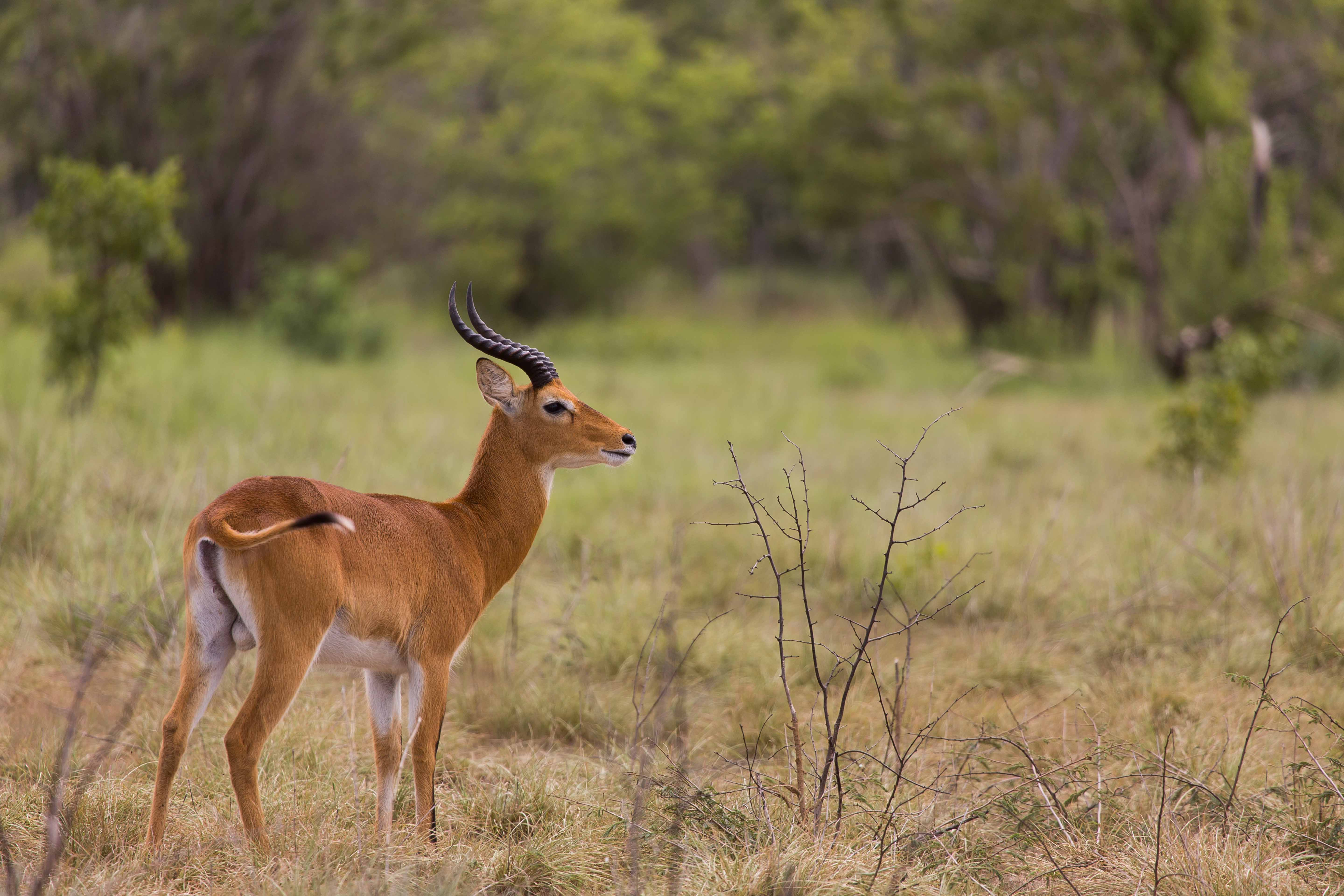
Kob
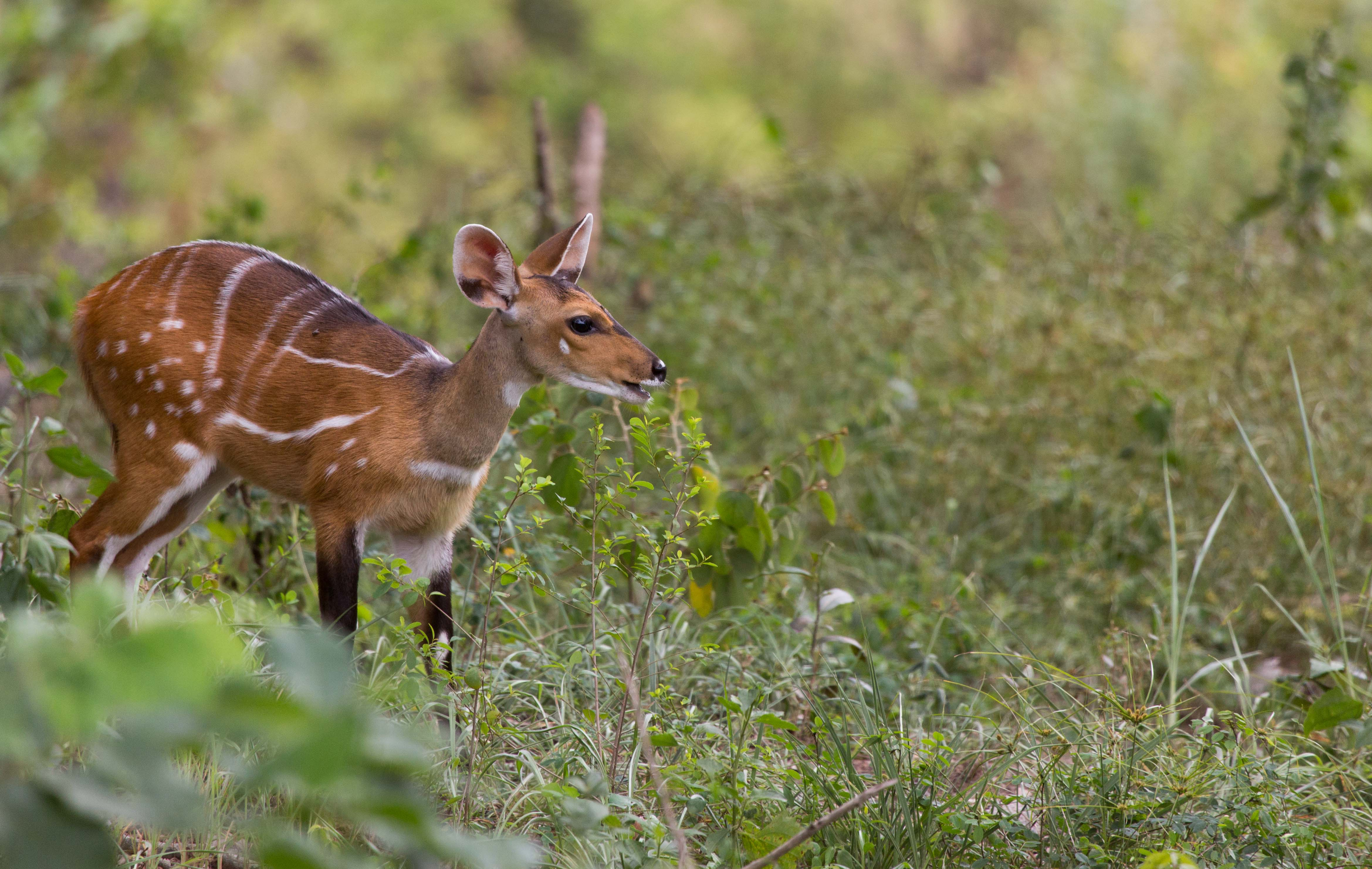
Buschbock
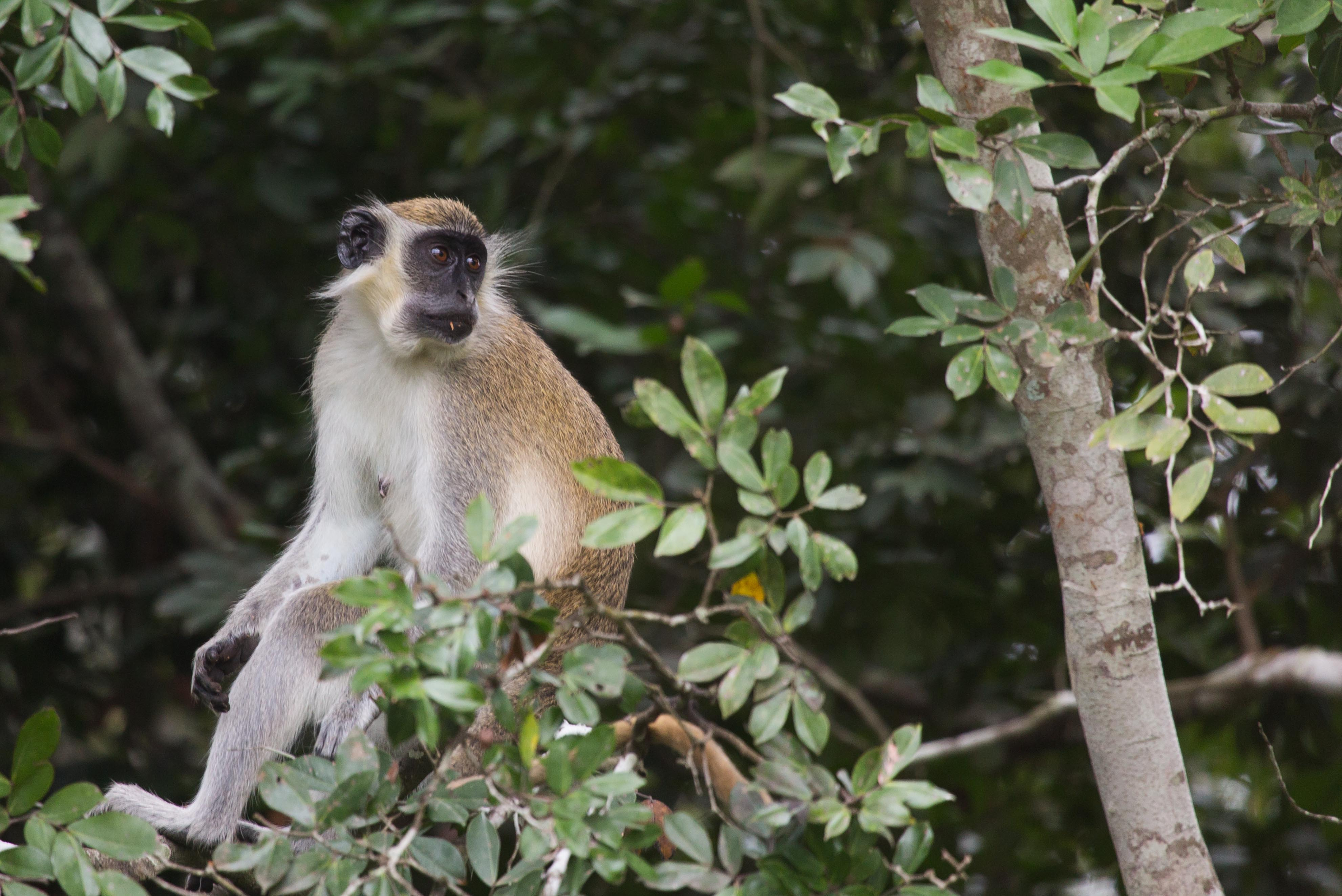
Westliche Grünmeerkatze
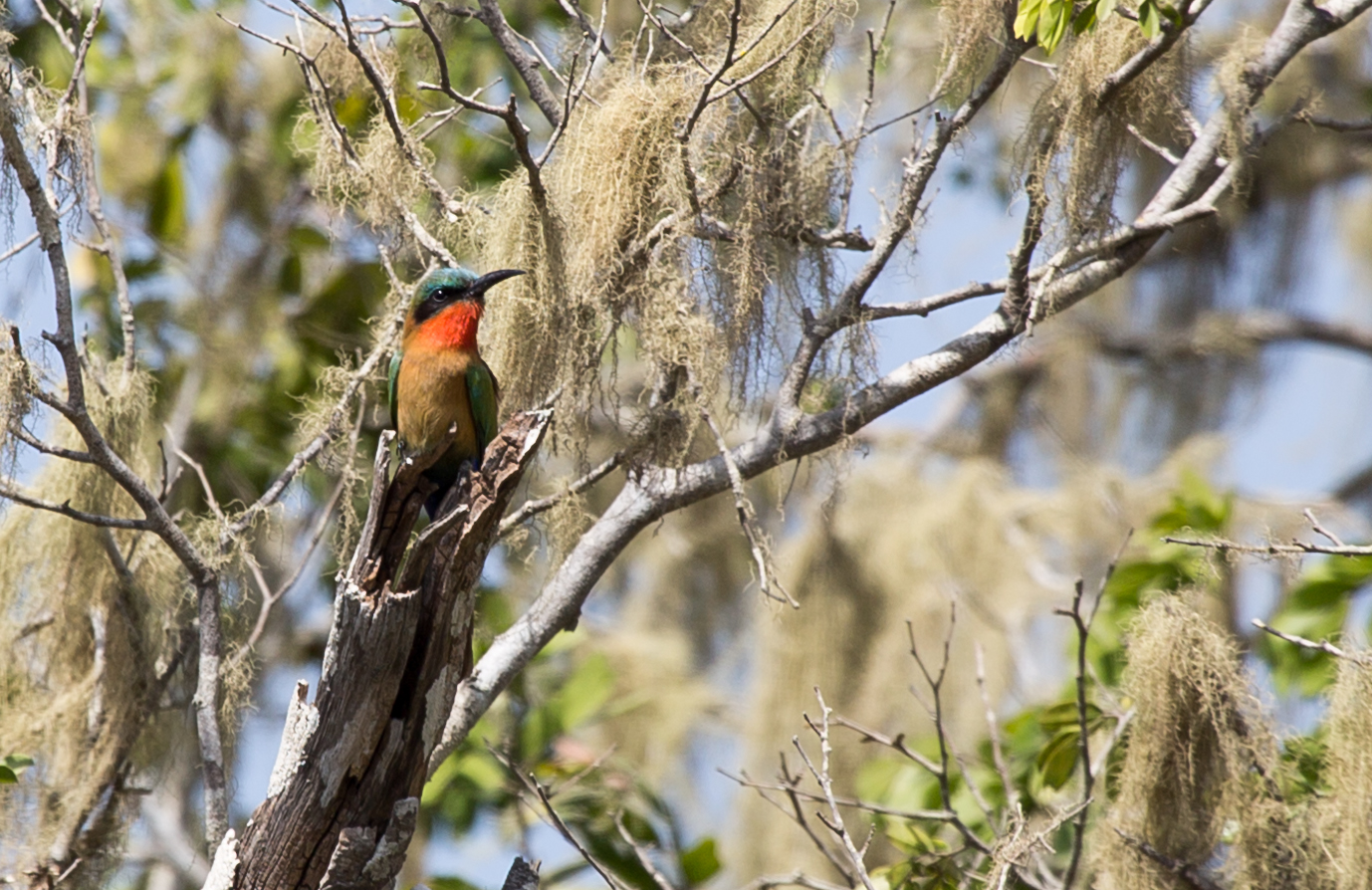
Grünstirnspint

## Bedrohung
Durch den Bürgerkrieg in der Elfenbeinküste hat die Wilderei stark zugenommen, und die einzigartige Tierwelt des Comoé-Nationalparks war akut bedroht. 2003 wurde er deshalb vom Welterbekomitee in die Liste des gefährdeten Welterbes aufgenommen.
Im Jahr 2017 entschied das Komitee, den Nationalpark wieder von der Liste zu nehmen.

## Forschungsstation
Im Park befindet sich ebenfalls eine der modernsten Forschungsstationen Westafrikas. Forschungsgebiete sind die Tier- und Pflanzenökologie, Verhalten, Evolution, Biodiversität und Naturschutz.

## Deutsche Stiftung für den Comoé Nationalpark (DSCN)
Die 2021 gegründete Deutsche Stiftung für den Comoé Nationalpark (DSCN) will durch ihre Aktivitäten zum nachhaltigen Schutz der Biodiversität im Comoé Nationalpark beitragen. Hierzu will die DSCN auf lokaler Ebene die Prinzipien des Umwelt- und Biodiversitätsschutzes nachhaltig verankern. Insbesondere durch Schul- und Universitätsstipendien will die Stiftung die junge Generation fördern und Anreize schaffen, sich für den Umwelt- und Naturschutz im Comoé Nationalpark einzusetzen.